# Löwenstein-Wertheim-Freudenberg

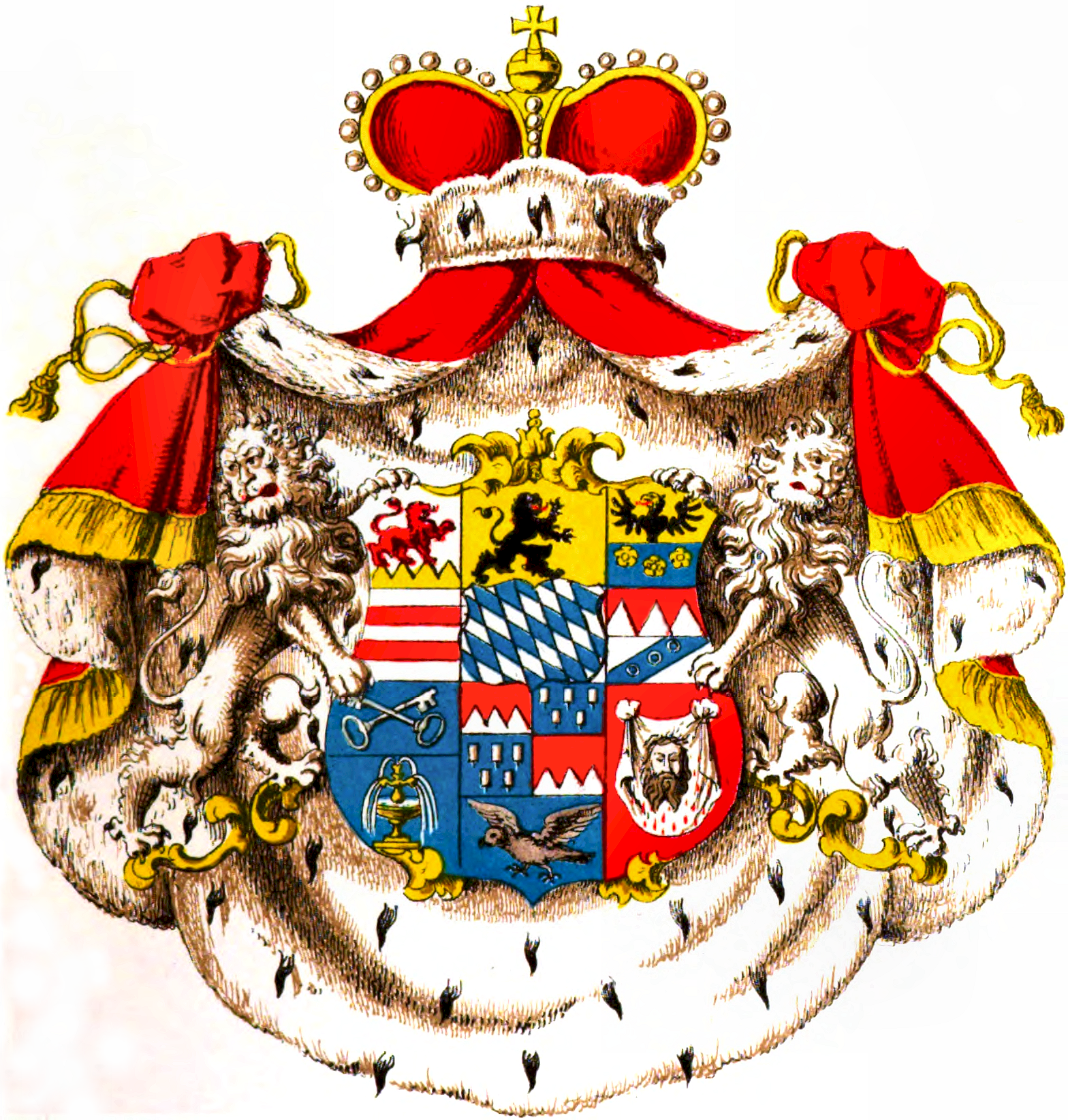
Wappen der Fürsten von Löwenstein-Wertheim-Freudenberg

Das Haus Löwenstein-Wertheim-Freudenberg ist eine der beiden im Jahre 1611, nach dem Tod des Grafen Ludwig III. von Löwenstein-Wertheim (* 1530; † 1611), durch Erbteilung erstandenen Linien des Hauses Löwenstein-Wertheim.

## Begründung

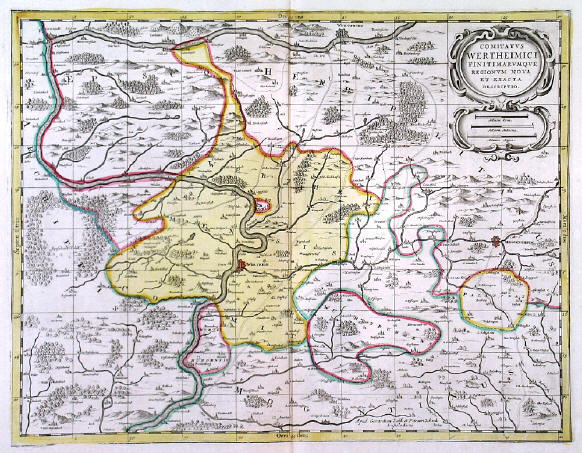
Karte der Grafschaft Wertheim im 17. Jahrhundert

Der von Ludwig im Jahr 1597 erlassene Hausvertrag statutum gentilicium sprach allen seinen Söhnen das gleichberechtigte Erbfolgerecht zu.  Aufgrund dieses Hausvertrags sowie einer unterschiedlichen Konfessionspolitik seiner Söhne teilte sich das Haus in zwei Hauptlinien, die lutherische Linie Löwenstein-Wertheim-Virneburg und die katholische Linie Löwenstein-Wertheim-Rochefort.  Infolge des Hausvertrags von 1597 teilten sich beide Linien im Laufe der Zeit wiederum in verschiedene Zweige.
Die katholische Linie Rochefort wurde 1712 durch Kaiser Karl VI. in den Fürstenstand erhoben, die protestantische Virneburger Linie 1812 durch König Maximilian I. von Bayern.
Da mit der napoleonischen Neuordnung der politischen Landkarte Europas mit Virneburg und Rochefort die bislang namensgebenden Besitzungen beider Linien verloren gegangen waren, erhielt die evangelische Linie den neuen Namen Löwenstein-Wertheim-Freudenberg (benannt nach der Herrschaft Freudenberg in Baden), während die katholische Linie seitdem Löwenstein-Wertheim-Rosenberg heißt. Als Entschädigung für die an Frankreich verlorenen Gebiete auf dem Linken Rheinufer erhielten die Grafen von Löwenstein-Wertheim-Virneburg (bald darauf gefürstet als Freudenberger Linie) das im Zuge der Säkularisation aufgelöste Kloster Triefenstein, der Fürst zu Löwenstein-Wertheim-Rochefort erhielt das Kloster Bronnbach.
Die als Regierungs- und Justizkanzlei Kreuzwertheim der Löwenstein-Wertheim war von 1818 bis 1848 ein bayerisches Herrschaftsgericht 1. Klasse, bestehend aus Kleinheubach, Kreuzwertheim und Rothenfels.
Beide Linien bestehen noch heute. Sitz der Fürsten zu Löwenstein-Wertheim-Freudenberg war Schloss Kreuzwertheim.

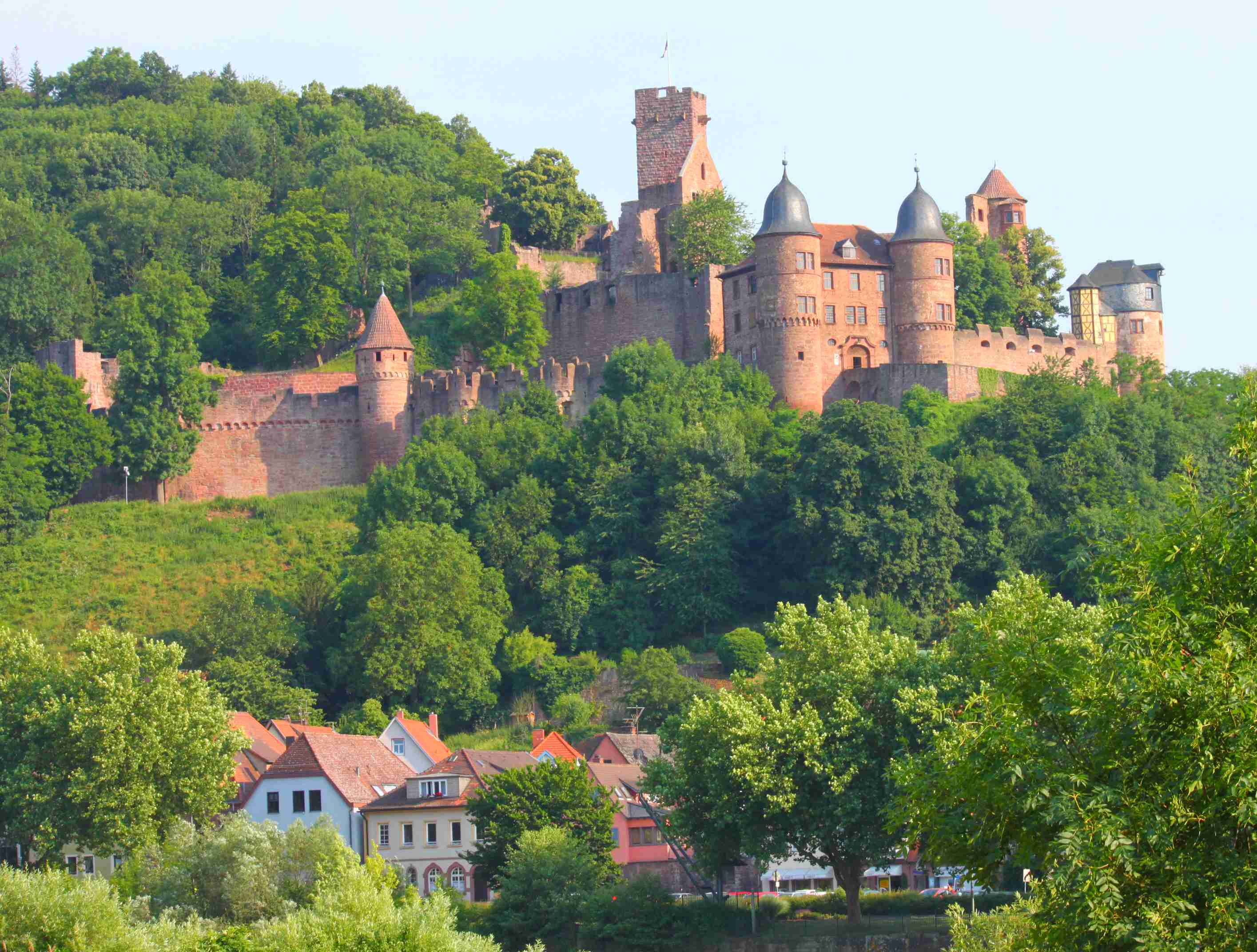
Burg Wertheim
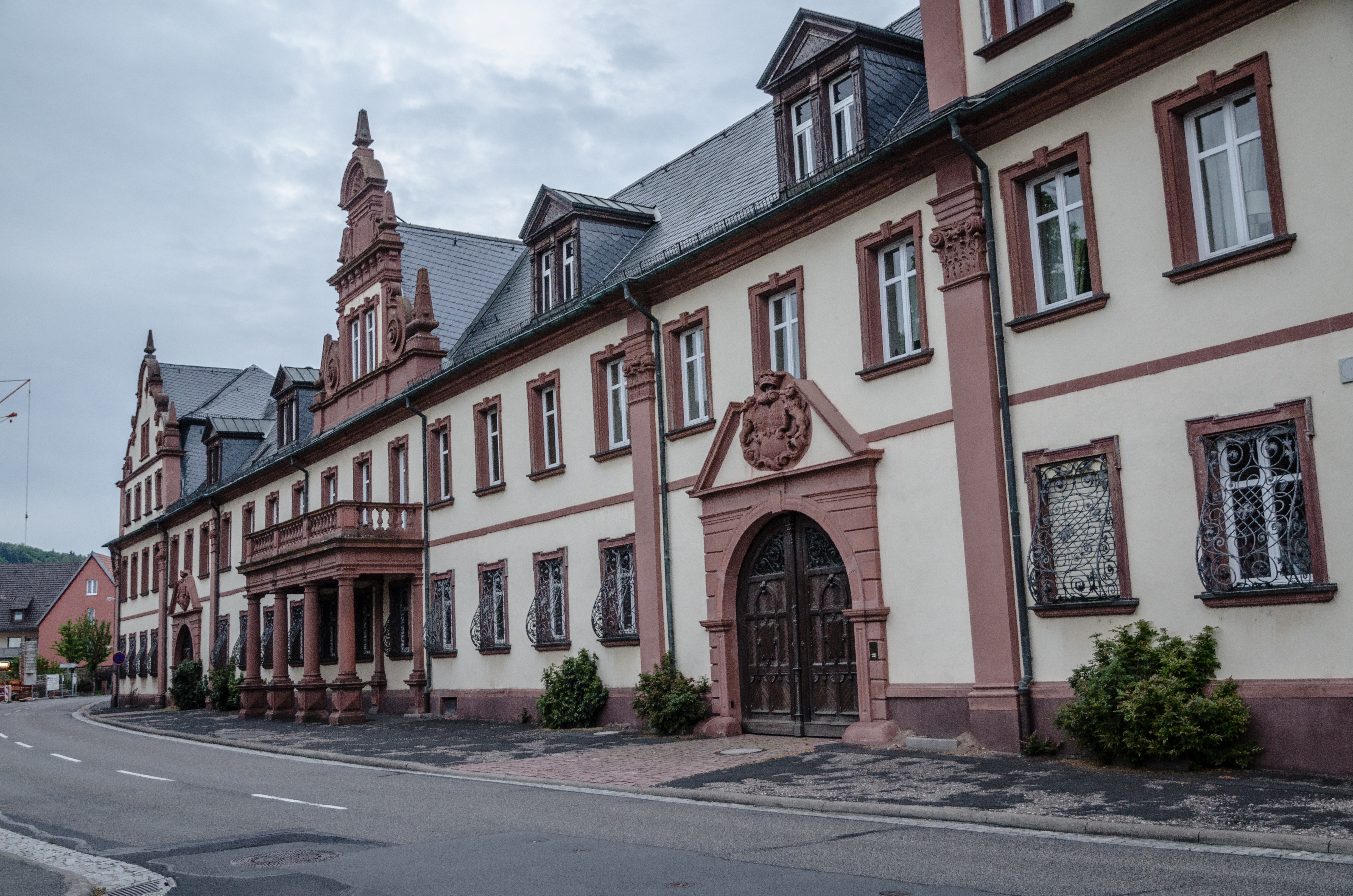
Schloss Kreuzwertheim
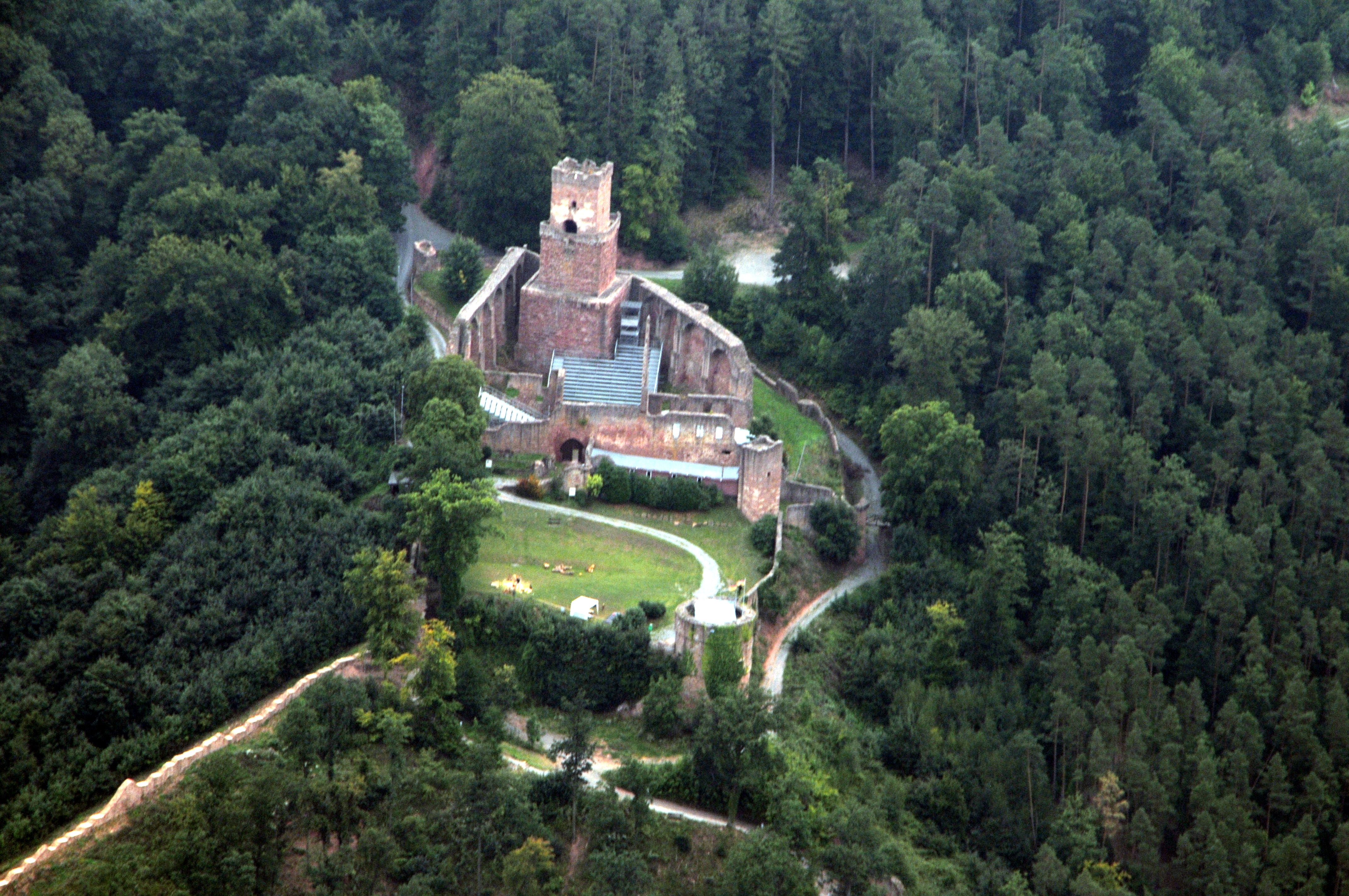
Burg Freudenberg

## Stammliste
Siehe Artikel Löwenstein-Wertheim

## Familienmitglieder
- Johann Karl Ludwig zu Löwenstein-Wertheim-Freudenberg (1740–1816), deutscher Fürst
- Friedrich Karl zu Löwenstein-Wertheim-Freudenberg (1743–1825), deutscher Standesherr, Chef des Hauses Löwenstein-Wertheim-Freudenberg
- Georg zu Löwenstein-Wertheim-Freudenberg (1775–1855), deutscher Standesherr, württembergischer und badischer Landtagsabgeordneter
- Adolf zu Löwenstein-Wertheim-Freudenberg (1805–1861), deutscher Standesherr, Chef des Hauses Löwenstein-Wertheim-Freudenberg
- Wilhelm zu Löwenstein-Wertheim-Freudenberg (1817–1887), deutscher Standesherr, Chef des Hauses Löwenstein-Wertheim-Freudenberg
- Ernst Fürst zu Löwenstein-Wertheim-Freudenberg (1854–1931), deutscher Standesherr, Chef des Hauses Löwenstein-Wertheim-Freudenberg
- Alfred Prinz zu Löwenstein-Wertheim-Freudenberg (1855–1925), badischer Landtagsabgeordneter
- Ludwig zu Löwenstein-Wertheim-Freudenberg (1864–1899), deutscher Standesherr und vierter Prinz zu Löwenstein-Wertheim-Freudenberg
- Hubertus Prinz zu Löwenstein-Wertheim-Freudenberg (1906–1984), deutscher Politiker (DP) und Journalist
- Rupert Ludwig Ferdinand zu Löwenstein-Wertheim-Freudenberg (1933–2014), deutsch-britischer Bankier, Finanzmanager der Rolling Stones

## Archiv
Das Archiv der Linie Löwenstein-Wertheim-Freudenberg wurde im Jahre 1975 vom Land Baden-Württemberg mit den Löwenstein-Wertheimischen Archiven erworben und zum 1. Januar 1978 als Staatsarchiv Wertheim im ehemaligen Spital des Klosters Bronnbach eingerichtet. Das Staatsarchiv Wertheim verwahrt die Überlieferung der 1556 ausgestorbenen Grafen von Wertheim und umfasst ein gemeinschaftliches Archiv sowie die zwei Löwenstein-Wertheimischen Linienarchive. Darin wurde bald auch das Stadtarchiv Wertheim eingebracht. Mit diesem kleineren Verbund wurde der Weg für den am 7. Dezember 1988 unter der Trägerschaft des Staatsarchivs Wertheim eingerichteten Archivverbund Main-Tauber bereitet.